# Cromio di Etna
Cromio di Etna, conosciuto anche come Cromio Etneo (in greco antico: Κρομιος Αιτυας?; fl. V secolo a.C.), è stato un militare siceliota, figlio di Agesidamo.
Fu uno dei più importanti personaggi alla corte di Gerone I.

## Biografia
Giovanissimo, nel 493 a.C., partecipò sotto il comando di Ippocrate, tiranno di Gela, alla battaglia contro i Siracusani presso il fiume Eloro, dove si distinse per eroismo. Nel 480 a.C., partecipò con Gelone alla battaglia di Himera contro i Cartaginesi e, nel 474 a.C., con Gerone I alla battaglia di Cuma contro gli Etruschi. Sposò una loro sorella e si stabilì a Siracusa.
Dopo l'assunzione del regno di Siracusa da parte di Gerone, ebbe importanti incarichi fra cui il governorato di Aitna (Etna-Katane o Etna-Inessa), la città fondata da Gerone nel 476 a.C. alle pendici del monte Etna, oppure la città dove si rifugiarono gli esuli di Etna quando furono cacciati dagli originari abitanti di Katane. Di questa città (presso la quale esisteva un antico culto di Zeus etneo) Cromio fu verosimilmente al governo durante la minore età di Dinomene, il figlio di Gerone, che aveva il titolo di re di Etna.
In data imprecisata vinse a Nemea una gara con la quadriga, carro trainato da cavalli.
Quando il tiranno di Rhegion cercò di conquistare la città di Locri Epizefiri, che era sotto la  protezione dello stato siracusano, e ivi inviò Leofrone, figlio di Anassilao, i Locresi chiesero aiuto a Ierone, che prontamente inviò a Rhegion suo cognato Cromio, il cui intervento valse a far desistere l'esercito rhegino da un attacco a Locri.

## Nella cultura moderna
- Gabriele D'Annunzio parla di Cromio nella poesia Maya, Libro primo delle laudi del mare della terra e degli eroi. Che recita: